# Домшинський Володимир Васильович
Володимир Васильович Домшинський (нар. 25 липня 1954, м. Долина, Україна) — український композитор, аранжувальник, педагог, громадський діяч. Заслужений діяч мистецтв України (2004).

## Життєпис
Володимир Васильович Домшинський народився 18 (за паспортом 25 липня) 1954 року в місті Долині Івано-Франківської області, Україна.
Закінчив Івано-Франківське музичне училище (1973), Дрогобицький педагогічний інститут Львівської області (1985, нині педагогічний університет).
Працював у шахтарському ансамблі пісні й танцю «Донбас» (м. Донецьк), музичним керівником ВІА «Дністер» Тернопільської філармонії (1976—1978), «Закарпаття» (м. Ужгород), «Беркут» (м. Івано-Франківськ), «Едельвейс» (м. Дрогобич), «Світязь» (м. Луцьк), завідувач музичної частини Івано-Франківського обласного музично-драматичного театру.
У 2001—2007 — доцент кафедри культурології Національного аграрного університету (м. Київ, нині університет біоресурсів і природокористування).
Від 2007 — доцент кафедри співу Інституту мистецтв Прикарпатського національного університету (м. Івано-Франківськ).

## Доробок

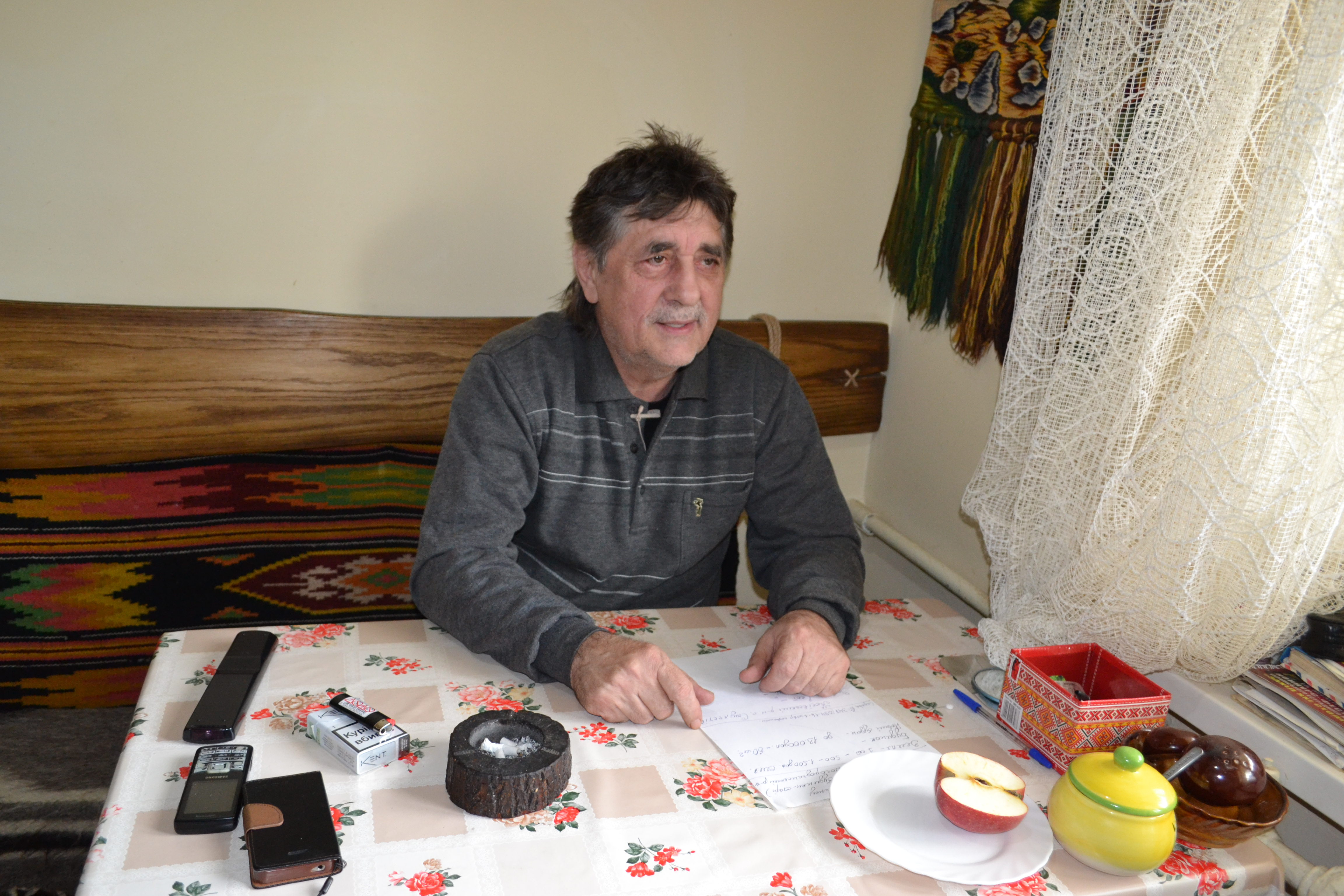
Володимир Домшинськи під час запису інтервю. Івано-Франківськ. 2016 р.

Автор близько 300 пісень, балетів, музики до театральних вистав.
Пісні Володимира Домшинського виконують Василь Зінкевич, Іво Бобул, Віталій Білоножко, Надія Шестак, Лілія Сандулеса, Павло Зібров, Володимир Гришко, гурти «Гетьман», «Козацькі забави» та інші. Співпрацює з Ліною Костенко, Вадимом Крищенком, Юрієм Рибчинським, Степаном Галябардою, Андрієм Демиденком, Неонілою Стефурак та іншими.

### Музика до вистав
- Івано-Франківського українського музично-драматичного театру iм. I. Франка:
  - «Дерева вмирають стоячи» А. Касони (2001),
  - «Ніч на полонині» Олександра Олеся (2002),
  - «Кінець віку» В. Шевчука (2003),
  - «Дивна місіс Севідж» Дж. Патріка (2006);
- Київського театру оперети:
  - «Білосніжка та семеро гномів» за братами Ґрімм (2007).

## Диски
- Зоряні надії (Київ, 2006),
- Запрошую на свято (2008),
- А вже осінь прийшла у мій сад (2008).

### Окремі пісні
На слова Вадима Крищенка:
- А вже осінь
- А про зиму мені не кажи
- Благословенний Києве…
- Бо ти одна
- Вишенька-черешенька
- Відцвітають бузки
- Гімн НАУ
- Голосіївська зоря
- Голосіївський вальс
- Голубочок
- Гуцульщина
- Дзвони Лаври
- Додому повернусь
- Жінка із блакитними очима
- Забери мене із самоти
- Запрошую на свято
- Заробітчанка
- Звучала скрипка
- Київ і кияни
- Медова нічка (Нічка чарівниця)
- Молитва за козачку (пам'яті Раїси Кириченко)
- На березі
- Не залишай
- Падаю
- Під дощем
- Прости нам Господи — помилуй
- Ріка життя
- Русалонька (Там, де берег горне хвилю..)
- Старий актор
- Твій силует
- Ти мені потрібна назавжди
- Тобі одній скажу
- Тополина заметіль
- У спалаху жоржин
- Україно, пам'ятай героїв
- Хай буде так
- Червоні ягоди шипшини
- Черемха (Не вгадаєш, не узнаєш,)
- Човник
- Ще не любов
- Я горда жінка
- Я хочу бути щасливою

На слова інших поетів:
- А я лиш там… (Н. Дівіль)
- Балада про Рогатин (М. Окренкий)
- Весільна для доні (В. Сав'юк)
- Іменини (невідомий)
- Кохана дівчино, прощай (невідомий)
- Мамо (Н. Дівіль)
- Молитва
- Не спинити життя (М. Бойко)
- Небесна Сотня України (Мирослав Бойчук)
- Ой, Романе, Романочку (Мирослав Бойчук)
- Війна 30-ї весни (Мирослав Бойчук) ,
- Отче наш (В. Мельников)
- Світанок почуттів (Н. Дівіль, Р. Коваль)
- Сині гори (П. Скунць)
- Чари очей (З. Умблат)
- Чому так плаче скрипка в скрипаля? (Станіслав Городинський)
- Я бажаю (Н. Дівіль)
- Я так тебе любив (Р. Коваль)

## Відзнаки
- Орден «Знак пошани» (9 грудня 2004 р.).
- Кращий композитор України (2007).
- Премія імені Д. Луценка (2006).
- Переможець у номінації «За кращу музику до вистави» фестивалю «Тернопільські театральні вечори. Дебют» (2002).

## Галерея

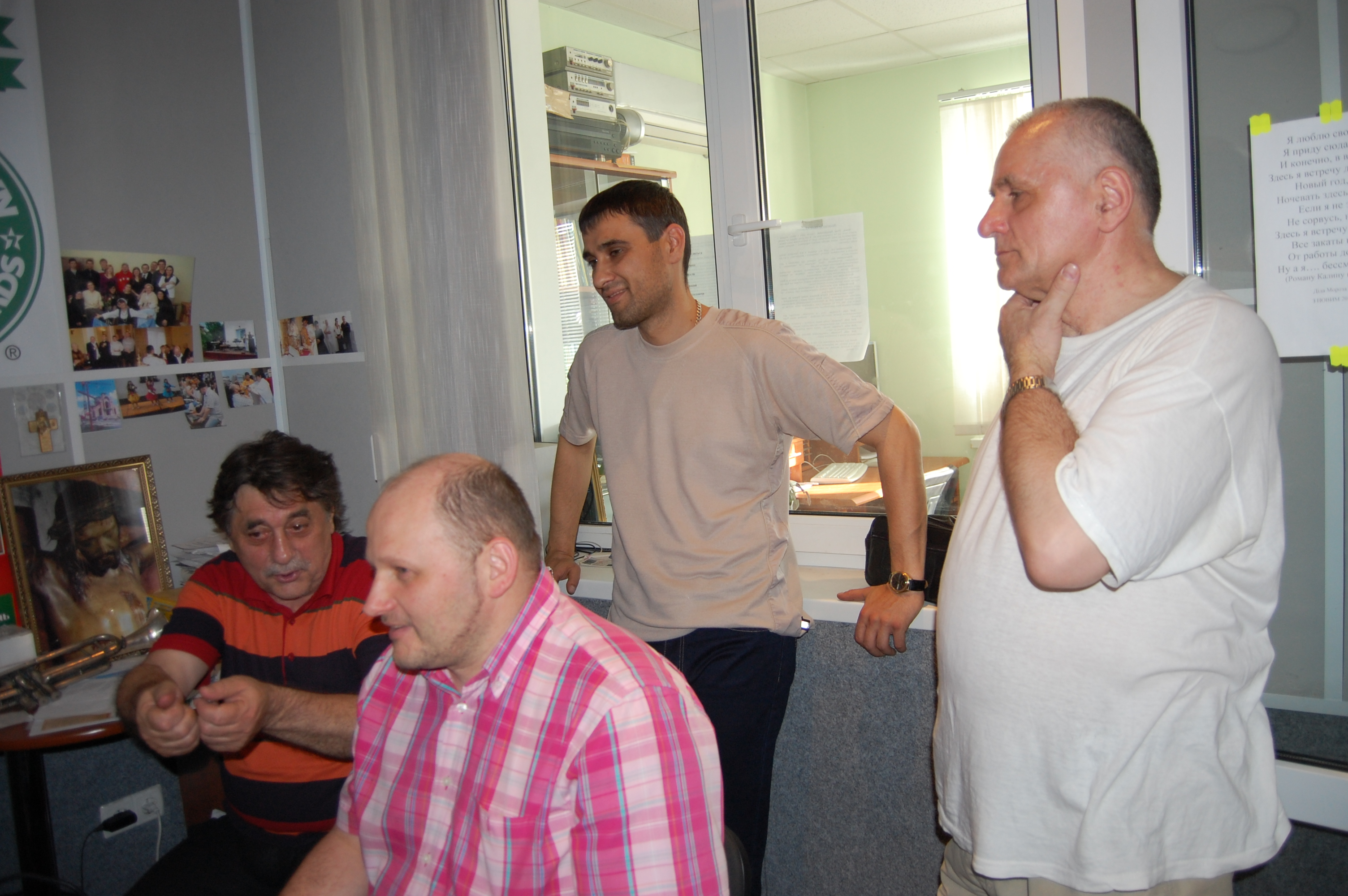
Робочий момент під час роботи над піснями про Небесну Сотню у студії «Дзвони» з композитором Володимиром Домшинським, аранжувальником Романом Калиним та співаком Василем Михайловичем. 2014 р.